# Theodor Kittelsen
Theodor Severin Kittelsen (27. dubna 1857 Kragerø – 21. ledna 1914 Jeløya) byl norský umělec. Je známý především díky svým malbám přírody a ilustracím pohádek a legend, především zobrazením trollů.

## Životopis
Kittelsen se narodil v pobřežním městečku Kragerø v kraji Telemark v Norsku jako jeden z osmi dětí. V jedenácti letech byl učedníkem u hodináře. V sedmnácti objevil jeho talent Diedrich Maria Aall a Theodor se stal studentem na škole kreslení Wilhelma von Hanno v Christianii. Díky štědré finanční podpoře, kterou mu zajišťoval Aall, mohl studovat v Mnichově. V roce 1879 jej však Aall už nemohl dále podporovat a tak si začal Kittelsen vydělávat jako kreslíř pro německé noviny a časopisy.
V roce 1882 bylo Kittelsenovi uděleno státní stipendium pro studium v Paříži. V roce 1887 se vrátil natrvalo do Norska a objevil inspiraci v přírodě. Dva roky strávil na Lofotách u své sestry a švagra v majáku Skomvær. V této době také začal psát texty ke svým kresbám.
Se svoji rodinou se pak přestěhoval do Prestfoss do domu, který nazval Lauvlia (1899). Strávil zde svá nejlepší umělecká léta. Během této doby byl Kittelsen najat na tvorbu ilustrací ke sbírce norských pohádek Norske Folkeeventyr od dvojice Asbjørnsen a Moe. V roce 1908 obdržel řád svatého Olafa třídy rytíř. O dva roky později byl přinucen prodat a opustit Lauvliu. Také jeho zdraví začalo upadat. Získal umělecké stipendium, ale nakonec zemřel jako zlomený muž.

## Odkaz
Kittelsenovi je v současnosti v Norsku věnováno několik muzeí. Jedním z nich je Lauvlia. Další se nachází v Kragerø, v domě, kde umělec vyrůstal. Národní muzeum Theodora Kittelsena se nachází také v Blaafarveværketu v Modumu.
Mnoho black metalových a folk metalových kapel, jako třeba Burzum, Otyg a Satyricon použilo Kittelsenovy obrazy na svých albech. Zejména ilustrace z Kittelsenovy knihy Svartedauen (černá smrt).

## Dílo

### Kresby

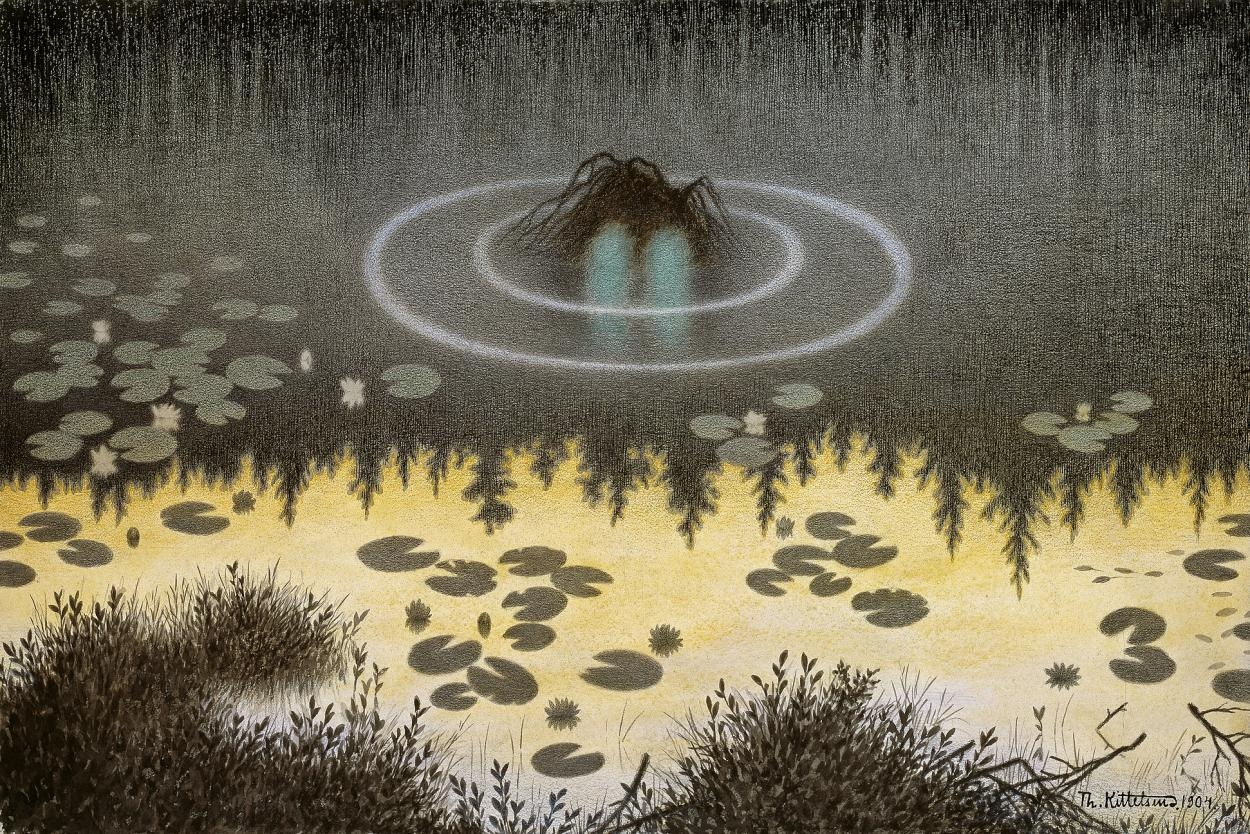
Nøkken, 1887–92
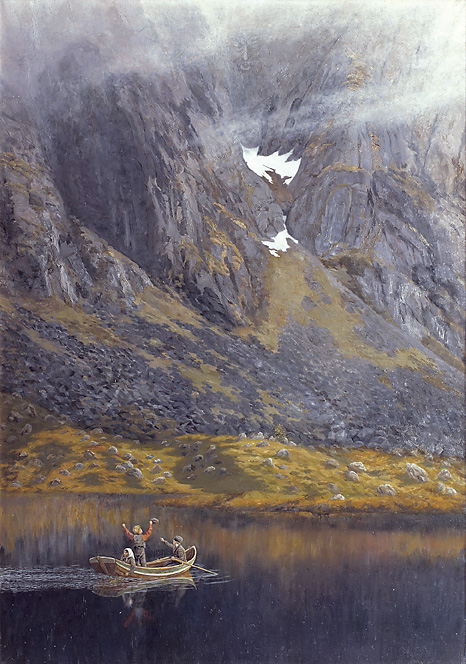
Ekko, 1888
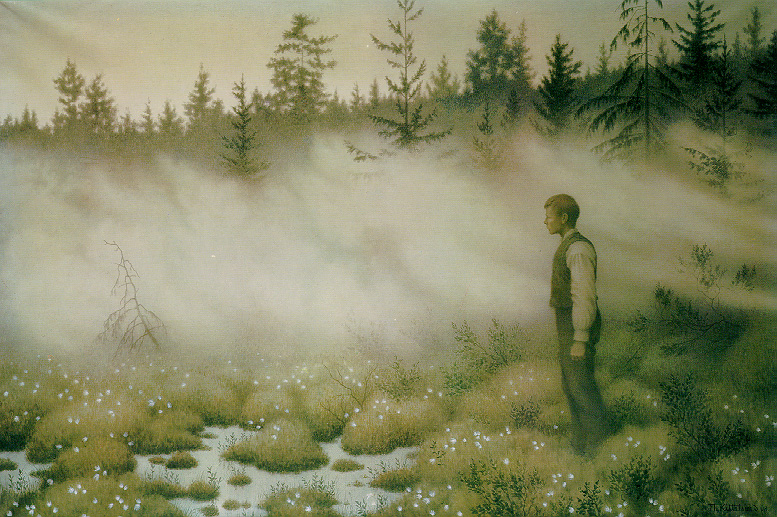
Huldra forsvant
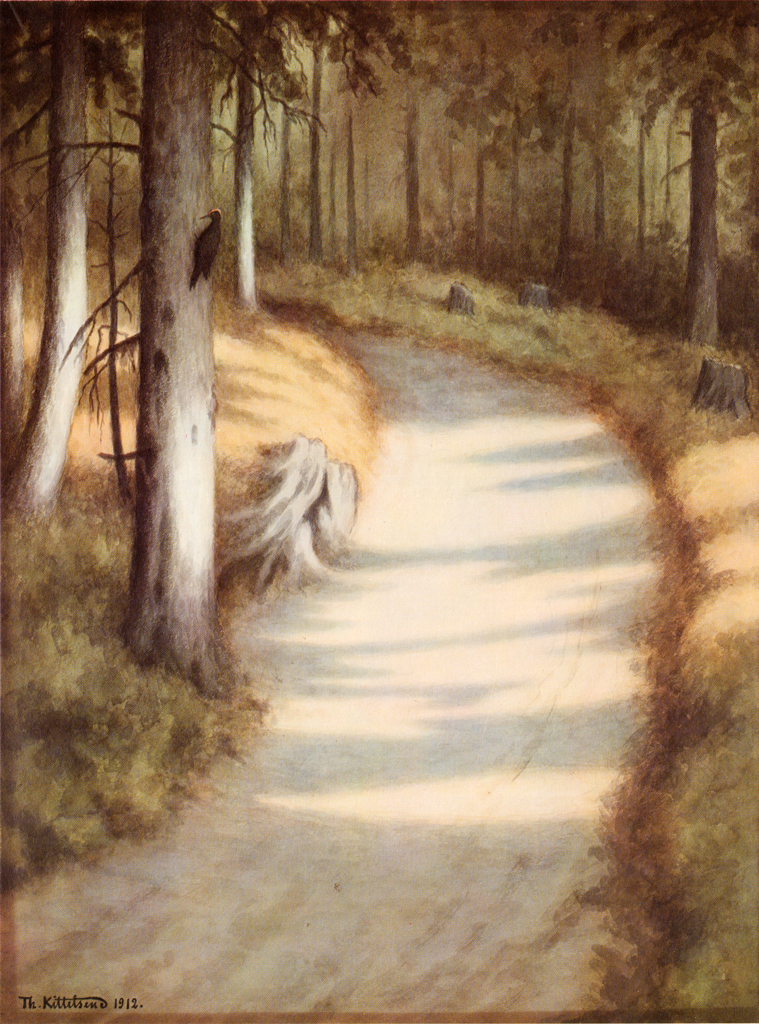
Hakkespett, 1912
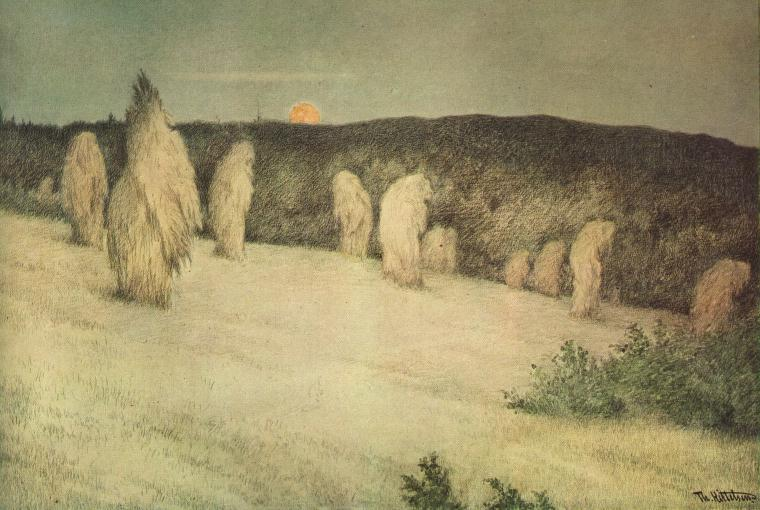
Kornstaur i måneskinn, c. 1900
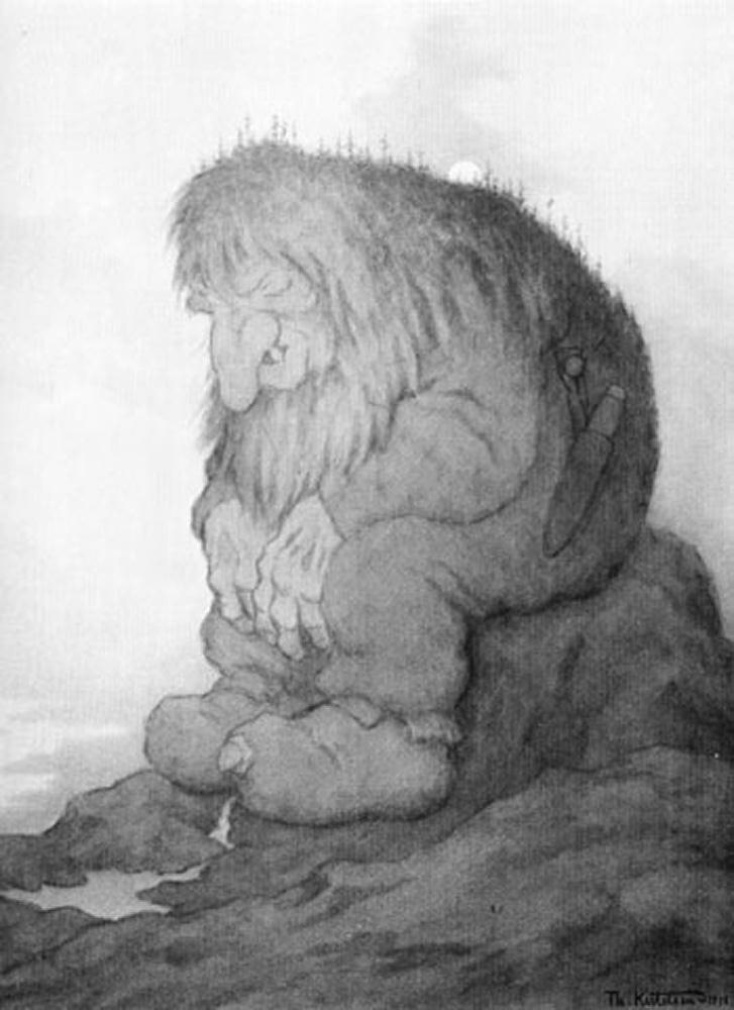
Trollet som grunner på hvor gammelt det er, 1911
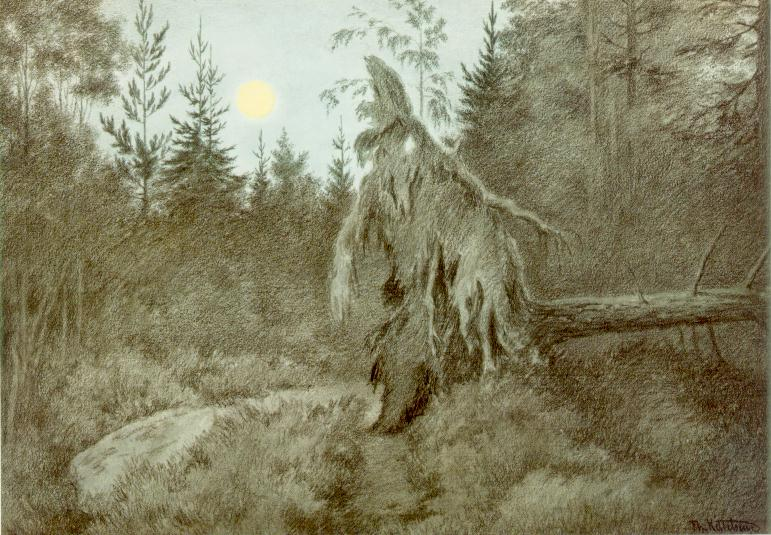
Det rusler og tusler rasler og tasler, 1900
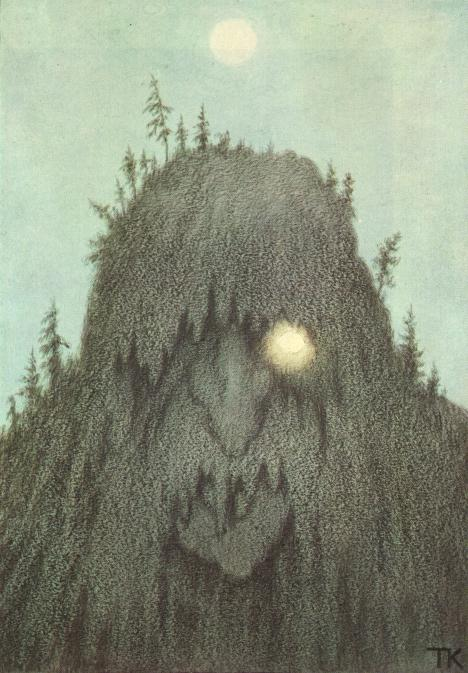
Skogtroll, 1906
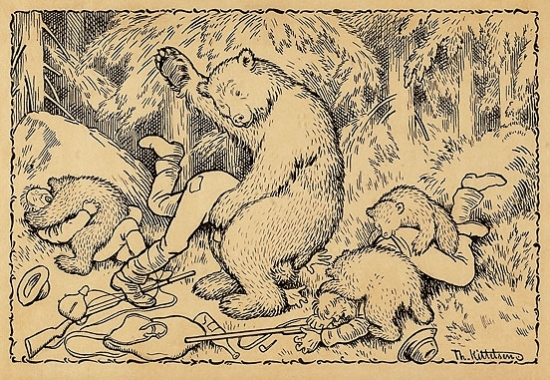
En uheldig bjørnejakt
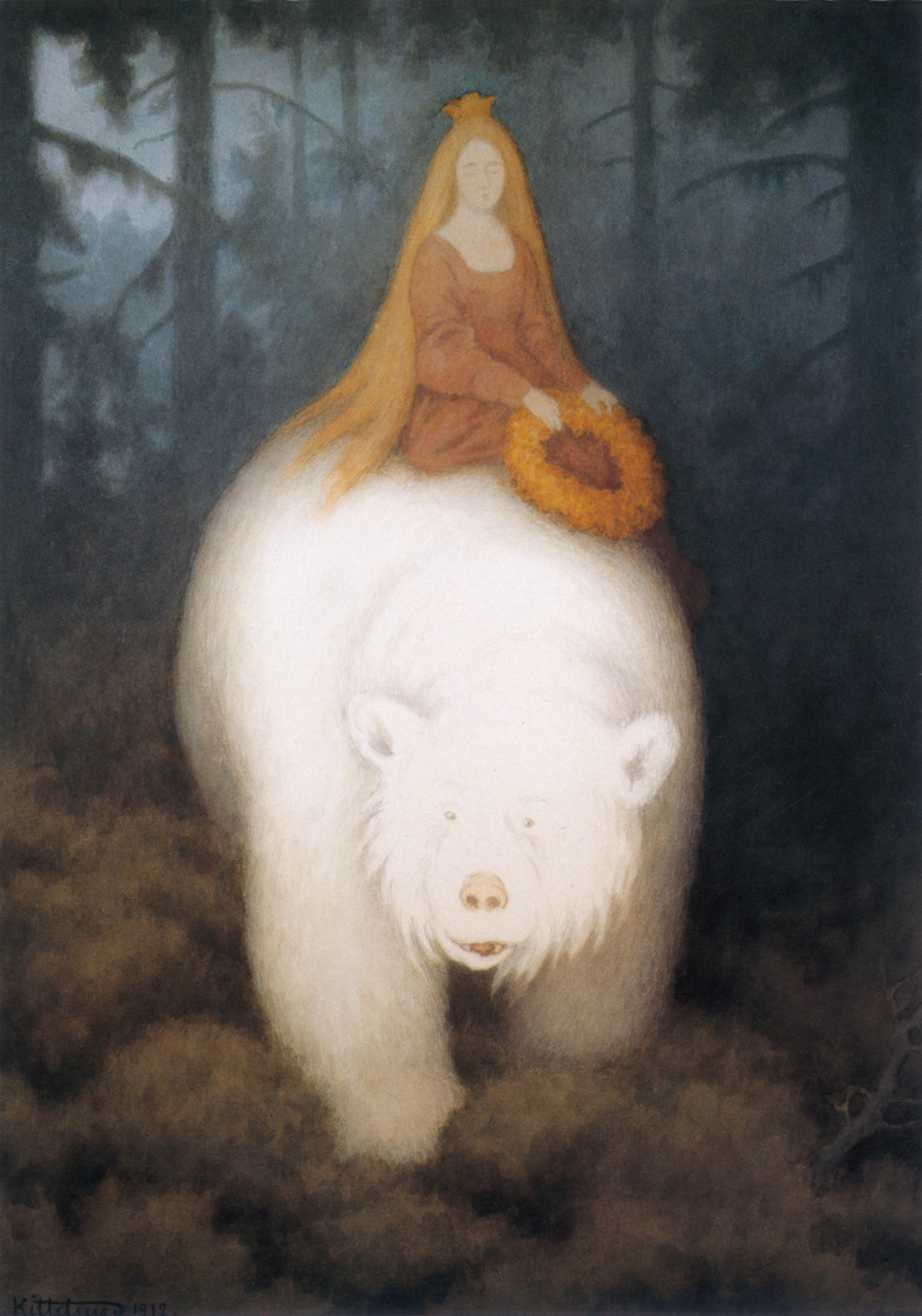
Kvitebjorn - Kong Valemon, 1912
Op under Fjeldet toner en Lur, 1900
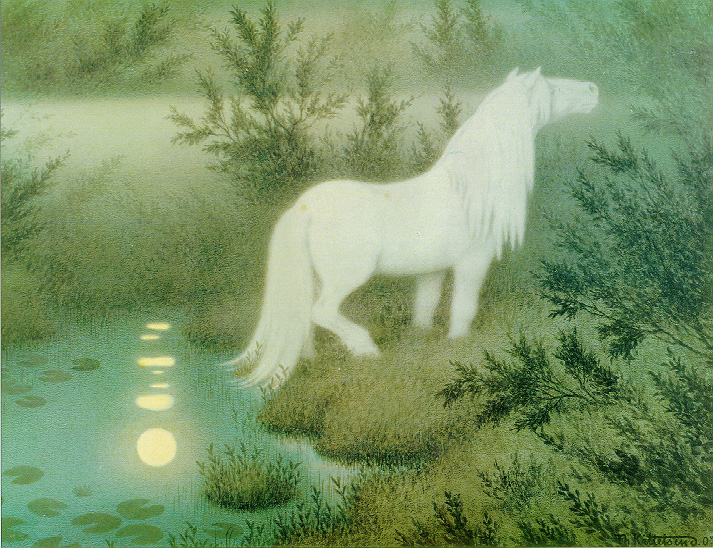
Nøkken som hvit hest, 1909
Juletroll .1907
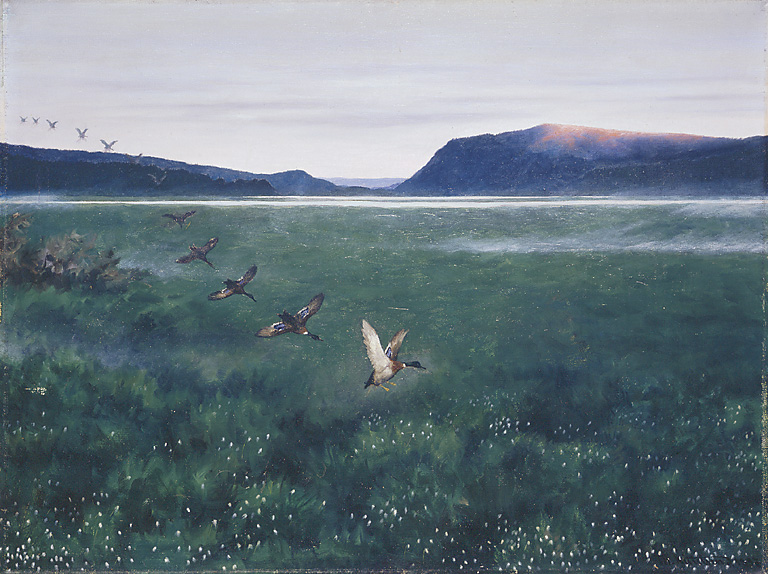
12 villender, 1897
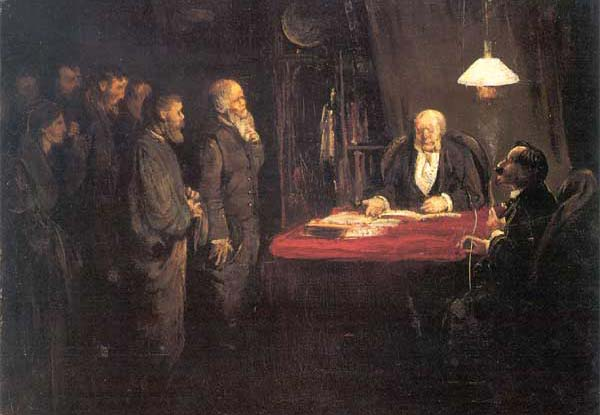
Streik, 1879
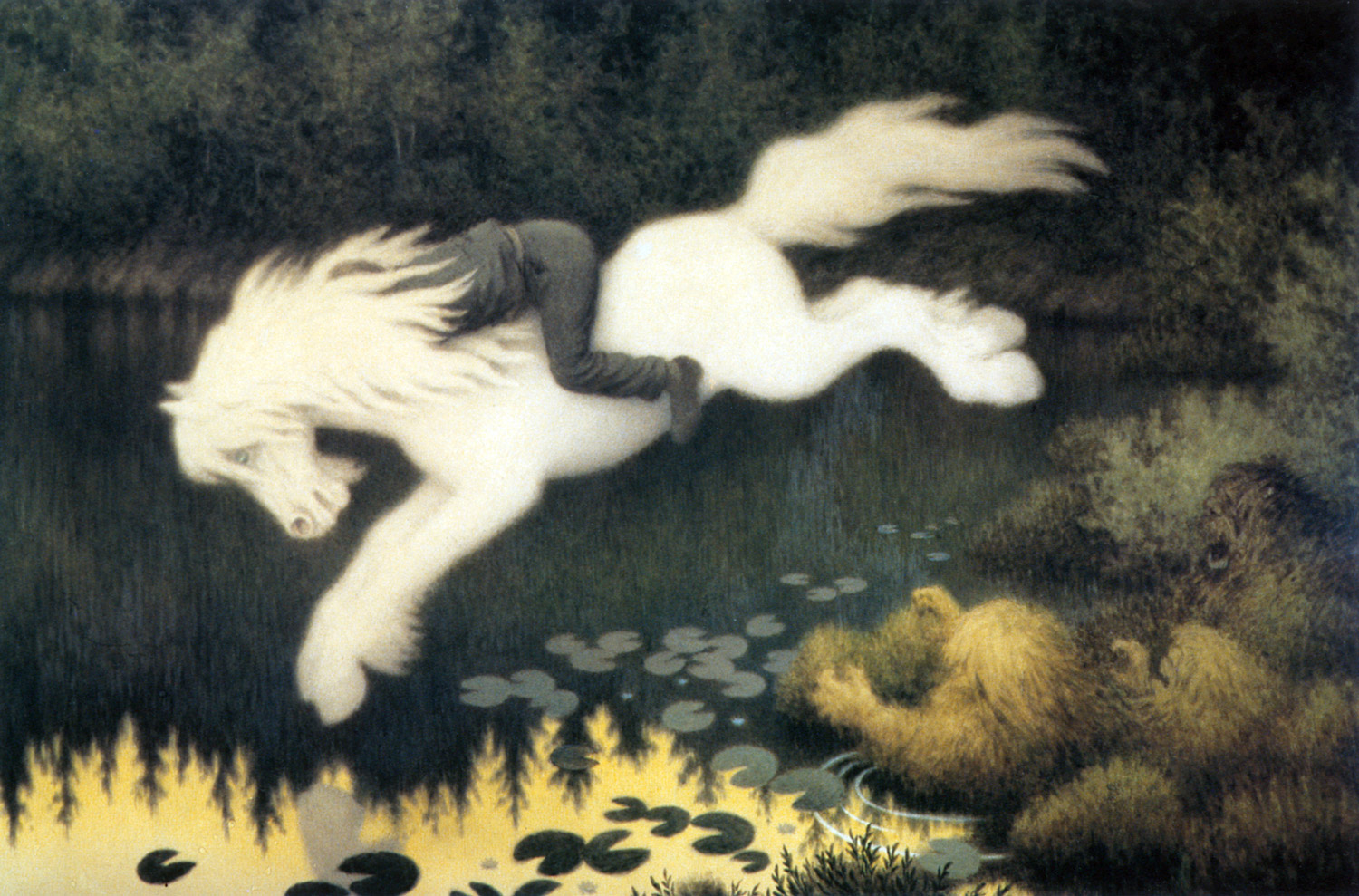
Gutt på hvit hest
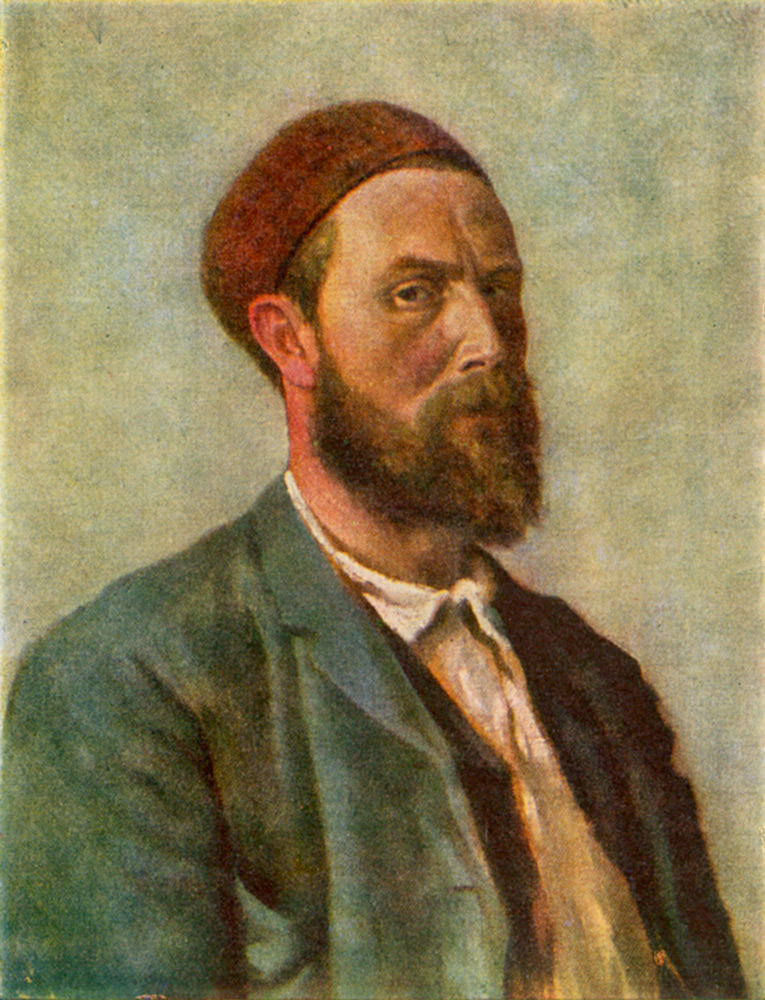
selvportrett, 1891

### Ilustrace proSvartedauen

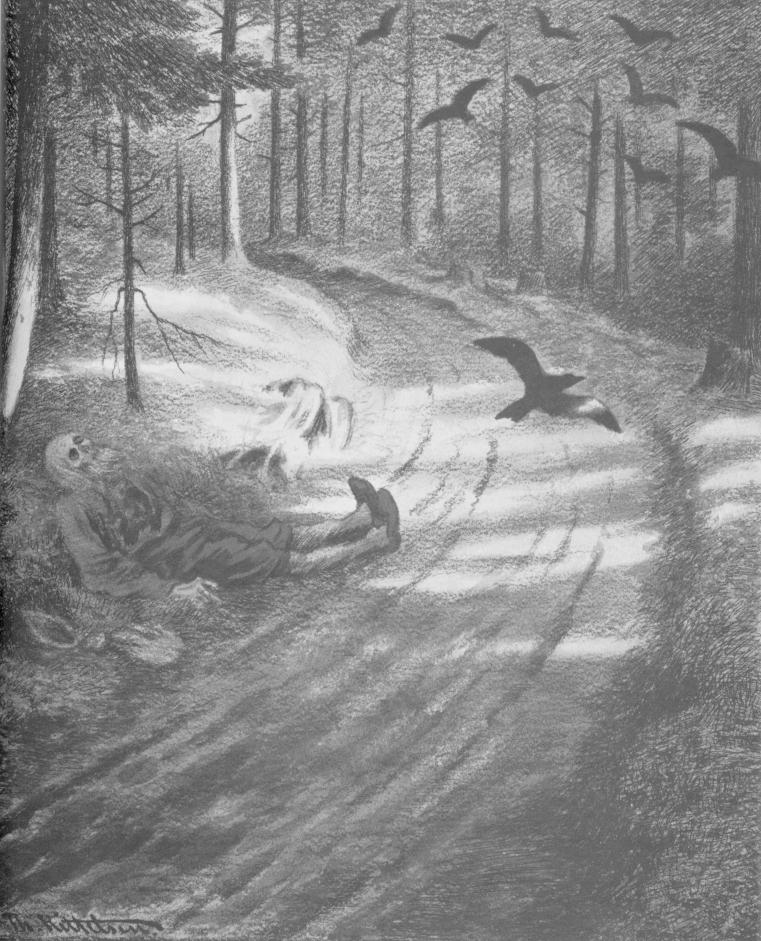
Fattigmannen, 1894–95
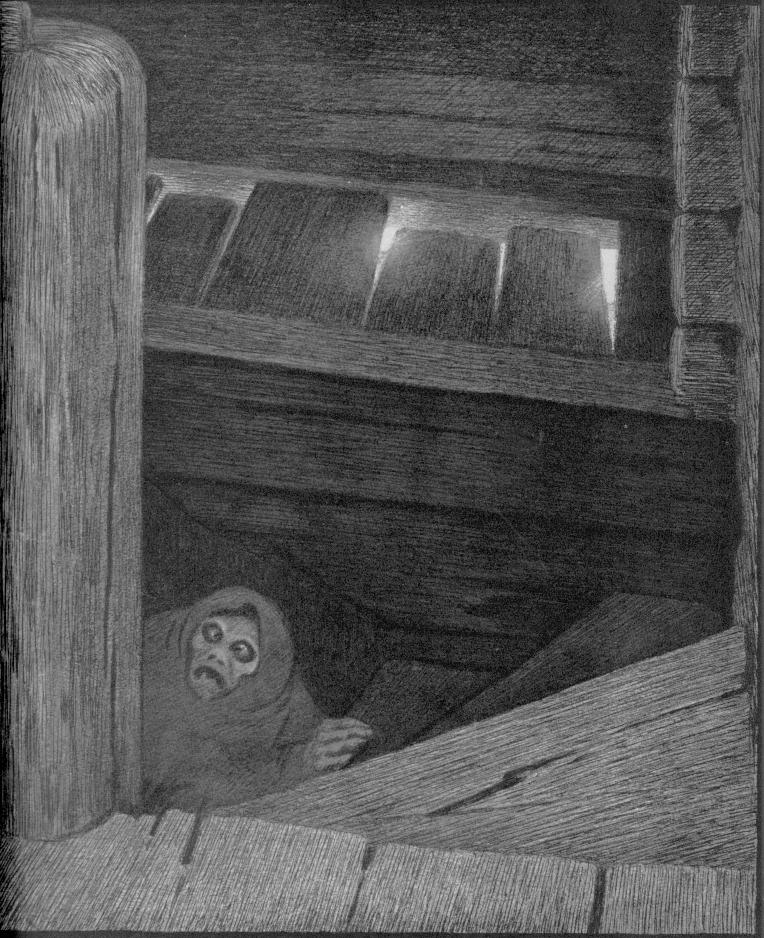
Pesta i trappen, 1896
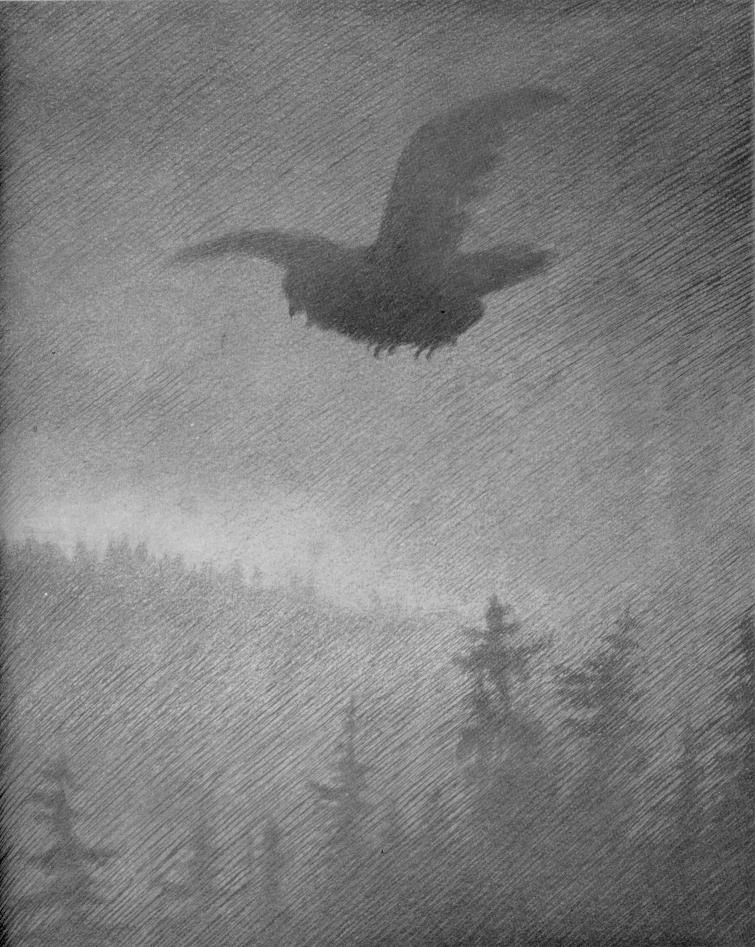
Pesta Kommer, 1894–95
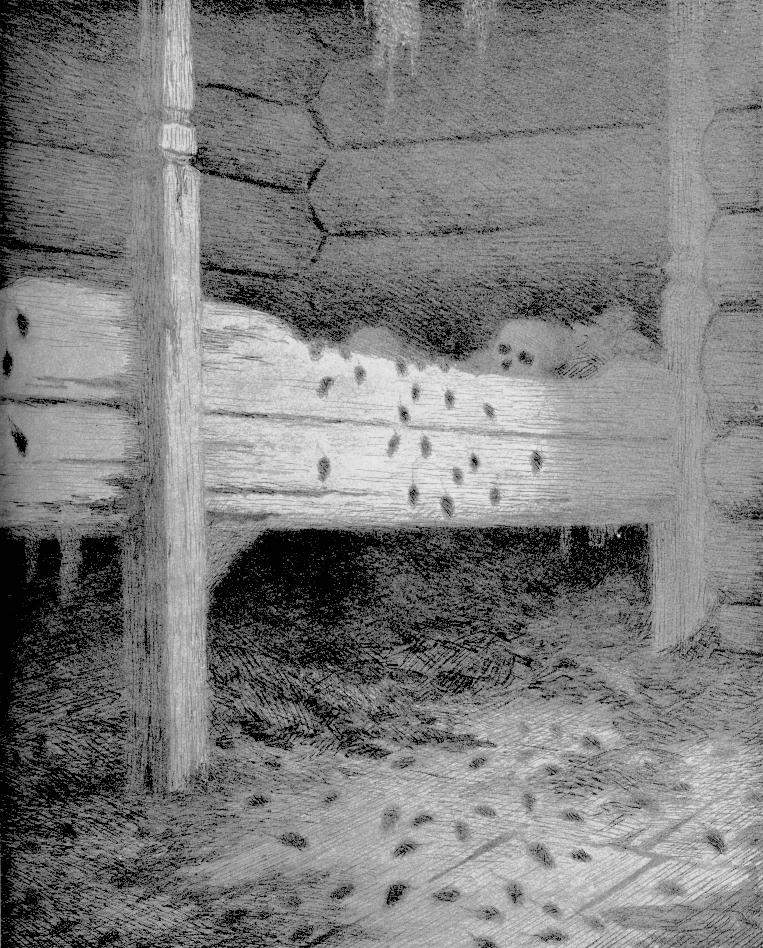
Musstad, 1896